# 貝克 (明尼蘇達州克萊縣)
貝克（英語：Baker）是位於美國明尼蘇達州克萊縣的一個普查規定居民點。

## 人口
根據2020年美國人口普查的數據，貝克的面積為2.61平方千米，當中陸地面積為2.61平方千米，而水域面積為0.00平方千米。當地共有人口45人，而人口密度為每平方千米17.24人。